# Pseudotyrannochthonius rossi
Pseudotyrannochthonius rossi es una especie de arácnido del orden Pseudoscorpionida de la familia Chthoniidae.

## Distribución geográfica
Se encuentra en Chile.